# Twink Caplan
Pour les articles homonymes, voir Caplan.
 (décembre 2013).
Si vous disposez d'ouvrages ou d'articles de référence ou si vous connaissez des sites web de qualité traitant du thème abordé ici, merci de compléter l'article en donnant les références utiles à sa vérifiabilité et en les liant à la section « Notes et références ».
Twink Caplan, née le 25 décembre 1947 à Pittsburgh, est une actrice et productrice américaine.
Elle est plus connue pour ses rôles dans Allô maman, ici bébé et dans Clueless.

## Filmographie

### Années 1970
- 1977 : American Raspberry : Louise
- 1978 : Shame, Shame on the Bixby Boys : Miriam

### Années 1980
- 1980 : Falling in Love Again : Malinda
- 1980 : Murder Can Hurt You! : Prosituée #1 (téléfilm)
- 1981 : Underground Aces : Marsha
- 1981 : Tout l'or du ciel : La cliente à la banque
- 1981 : Under the Rainbow : La fille aux cigarettes
- 1982 : Private Benjamin : La femme enceinte (1 épisode)
- 1983 : Bare Essence (1 épisode)
- 1984 : London and Davis in New York : Une femme (téléfilm)
- 1984 : Pryor's Place : La femme à la carte de crédit (1 épisode)
- 1985 : George Burns Comedy Week : La mère de Lou (1 épisode)
- 1986 : Valérie : Cinnamon (1 épisode)
- 1986 : Divorce Court : Linda Barry (1 épisode)
- 1986 : Fast Times : Doris Grossman (2 épisodes)
- 1987 : Talking Walls
- 1987 : Madame est servie : Joann (1 épisode)
- 1987 : Mr. Belvedere : La maquilleuse (1 épisode)
- 1987 : La Loi de Los Angeles : Joujou (1 épisode)
- 1988 : Bloodspell : Jenny
- 1988 : Perfect People : Zoe (téléfilm)
- 1988 : Still the Beaver : La chanteuse (1 épisode)
- 1989 : Allô maman, ici bébé : Rona
- 1989 : Pucker Up and Bark Like a Dog : Diedre
- 1989 : The New Homeowner's Guide to Happiness : La voisine
- 1989 : Code Quantum : Hannah (1 épisode)

### Années 1990
- 1990 : Night Angel : La réceptionniste
- 1990 : Allô maman, c'est encore moi : Rona
- 1990 : My Talk Show : Ellen Bloom (1 épisode)
- 1991 : Get a Life : La journaliste (1 épisode)
- 1992 : Little Sister : Marianne
- 1993 : The Pickle : La femme qui pleure
- 1995 : Clueless : Miss Toby Geist
- 1995 : Sister, Sister : La femme qui s'endort (1 épisode)
- 1996-1997 : Clueless : Miss Toby Geist (18 épisodes)
- 1998 : Une nuit au Roxbury : La femme aux fleurs
- 1998 : Recherche maman désespérément : Chelsea Myers
- 1999 : Cousin Skeeter : La juge (1 épisode)
- 1999 : Voilà ! : Carol Flankenship (1 épisode)
- 1999 : Ultime Recours : Madeline Chessly (1 épisode)

### Années 2000
- 2000 : Loser : Gena
- 2000 : Flamingo Dreams : Josie
- 2002 : Crazy as Hell : Suzanne
- 2002 : Frasier : Bridget (1 épisode)
- 2005 : The Hand Job : Peaches Gilroy
- 2006 : Changing Spots : Tante June
- 2006 : Les Experts : La chauffeuse de bus (1 épisode)
- 2007 : Trop jeune pour elle : Sissy
- 2007 : The Flock : Serveuse #2
- 2007 : In Search of a Midnight Kiss : La mère de Wilson
- 2008 : Sweet Tessie and Bags : Sweet Tessie
- 2008 : A Four Cent Carol : Nancy (court-métrage)
- 2008 : Secrets of a Hollywood Nurse : Marla Sinclair (téléfilm)
- 2009 : Love at First Hiccup : Tante Elizabeth

### Années 2010
- 2010 : Kill Katie Malone : Professeur Haskell
- 2010 : Everything Will Happen Before You Die : Blanche
- 2010 : Community : Madame LeClair (1 épisode)
- 2012 : Tim & Eric, le film qui valait un milliard : Katie
- 2013 : 9 Full Moons : Anna
- 2013 : Above Average Presents (1 épisode)
- 2013 : Deadtime Stories : Miss Wickley (1 épisode)
- 2013 : How to Live with Your Parents (for the Rest of Your Life) : Flora (1 épisode)
- 2014 : Meet Me in Montenegro : L'actrice
- 2014 : Bad Teacher : Professeur #2 (1 épisode)
- 2015 : Gigi Does It : Mitzi Cohen (1 épisode)
- 2015 : 100 choses à faire avant le lycée : Madame Seagraves (1 épisode)
- 2016 : Noirland : Dr. Zelda Berman
- 2017 : Feud : La coiffeuse (1 épisode)

### Années 2020
- 2020 : Royalties : Ethel (1 épisode)
- 2020 : All That : Grand-mère Millie (1 épisode)

## Voix françaises
- Frédérique Tirmont dans Allô maman, ici bébé (1989)
- Maïk Darah dans Allô maman, c'est encore moi (1990)
- Frédérique Cantrel dans Clueless (1995)